# Ligue des champions de water-polo européen 2012-2013
Navigation
Ligue des champions 2011-2012 Ligue des champions 2013-2014
La Ligue des champions de water-polo européen 2012-2013 est la deuxième édition sous ce nom de la principale compétition annuelle opposant les meilleurs clubs européens de water-polo masculin et la cinquantième en tenant compte des précédentes coupes des clubs champions et Euroligues.
Elle est organisée par la Ligue européenne de natation (LEN) du 13 septembre 2012 à mai 2013, date de la finale.
En raison d’une tentative de création de « super ligue » par certains dirigeants de clubs, la LEN modifie en juin 2012 le format des qualifications et du tour préliminaire afin d’augmenter le nombre de matches joués et le nombre de participants.

## Modification du format
Au cours du printemps 2012, un projet de « super ligue » concurrente des compétitions de la Ligue européenne de natation apparaît. Mécontents du coût et du manque de revenus de la Ligue des champions, quatorze clubs signent la création de cette « super ligue » le 18 mars 2012 à Rijeka, en Croatie, pendant la finale à quatre de la Ligue adriatique. Il s'agit des clubs croates HAVK Mladost, Vaterpolski klub Jug et Plivački Klub Primorje, espagnol Club Natació Atlètic-Barceloneta, hongrois Egri Vízilabda Klub, Szeged Vízilabda Egyesület et Vasas Sport Club, italien Pro Recco, monténégrins Vaterpolo klub Budva, PVK Jadran Herceg Novi et Vaterpolo klub Primorac, et serbes Crvena Zvezda, Vaterpolo klub Partizan et Vaterpolo Klub Vojvodina. Une autre rencontre a lieu fin mai à Debrecen, en Hongrie, pendant les championnats d'Europe de natation 2012, et une autre prévue le 15 juin à Zagreb, en Croatie.
Face à cela, la LEN intervient et réunit des dirigeants de vingt-trois fédérations nationales pendant les championnats d’Europe de natation à Debrecen. Sont annoncées des modifications à venir sur l'augmentation du nombre de matches, une répartition plus économes des sites des tours de qualifications, un plus grand nombre de fédérations pouvant qualifier trois clubs, ainsi qu'une réflexion sur le coût des retransmissions et la propriété des droits de diffusion télévisée. Le nouveau format de la Ligue des champions est présentée le 18 juin 2012 et modifiant principalement la désignation des fédérations pouvant qualifier une, voire désormais deux, équipes au tour préliminaire, la phase la plus importante en prestige et nombre de matches.
Le projet de « super ligue » paraît terminé lorsque les onze clubs participants à la réunion de Zagreb du 15 juin (les quatorze initiaux sans les clubs serbes) adoptent un nouvel objet à leur association : organiser les clubs européens pour travailler avec la LEN sur le devenir des compétitions.
Le 22 juin, néanmoins, la LEN annonce l’ouverture d’une enquête disciplinaire contre Predrag Sloboda, président de la Hrvatski vaterpolski savez, la fédération croate de water-polo, accusé, outre d’encourager une autre compétition, d’avoir tenté d’obtenir des dirigeants de clubs de signer une promesse de non participation aux compétitions organisées par la LEN, ce que celle-ci considère comme contraire à ses règlements.
Après la clôture des inscriptions, le 15 juillet 2012, le tenant du titre Pro Recco, dont les dirigeants démissionnent brusquement le 14 juillet, et toutes les équipes monténégrines manquent à l’appel et les fédérations croates et italiennes ont un seul club inscrit au lieu de trois possibles.

## Participants

### Principes de qualification
Vingt-huit équipes de dix-neuf fédérations membres de la LEN participent à la Ligue des champions pour la saison 2012-2013.
Selon les modifications présentées le 18 juin 2012, vingt-quatre équipes participent désormais au tour préliminaire au lieu de seize précédemment (huit champions nationaux directement qualifiés et huit issus des qualifications). Sont qualifiés directement les douze champions nationaux des fédérations ayant participé au dernier championnat d’Europe par nations et les huit vice-champions des fédérations selon le classement du meilleur club des pays lors de la Ligue des champions précédentes.
Si ce point du règlement antérieur est maintenu, chaque fédération peut inscrire son champion et son vice-champion (ou une autre équipe si acceptation par la LEN) au tour de qualification. Les huit fédérations les mieux classés à la Ligue des champions précédente peuvent en inscrire trois ; ce qui, avec la nouvelle formule, signifierait l'inscription directe au tour préliminaire des deux premiers du championnat national et l’inscription du troisième aux qualifications.

### Possibilités en 2012-2013
Pour l’édition 2012-2013, les douze fédérations du championnat d’Europe 2012, joué à Eindhoven, représentaient l'Allemagne, la Croatie, l'Espagne, la Grèce, la Hongrie, l’Italie, la Macédoine, le Monténégro, les Pays-Bas (pays organisateur), la Roumanie, la Serbie et la Turquie. Leur champion peut donc être inscrit directement au tour préliminaire.
Lors de la Ligue des champions 2011-2012, les huit meilleures fédérations selon le classement de leur meilleur club au tour préliminaire représentaient, dans l'ordre du classement, l’Italie, la Croatie, la Hongrie, le Monténégro, la Serbie, la Russie, la Grèce et l’Allemagne. Leur vice-champion peut donc être inscrit directement au tour préliminaire.

### Inscriptions effectives
Au cas où une fédération n’inscrit pas autant de clubs qu’elle a le droit, la LEN établit, selon les résultats de la compétition précédente, quelle fédération et, par là, quelle équipe bénéficie de la place libérée.
Les inscriptions pour la Ligue des champions sont closes le 15 juillet 2012. Lors de la diffusion des équipes inscrites par la LEN, aucune équipe du Monténégro n'est présente. Sont qualifiés pour le tour préliminaire des équipes des onze autres fédérations du championnat d’Europe 2012.
Trois fédérations sur huit ont utilisé leurs trois places, toutes attribuées au tour préliminaire : Hongrie, Russie et Serbie. Deux ont utilisé deux places : Allemagne et Grèce. Deux une seule : Croatie et Italie. Et le Monténégro aucune ce qui permet à la fédération française de placer son champion au tour préliminaire grâce au classement du Cercle des nageurs de Marseille lors de la Ligue des champions précédente.
Pour les qualifications, les fédérations espagnoles et françaises présentent un second club et six fédérations présentent un club : Biélorussie, Danemark, Géorgie, Pologne, Suisse et Suède.

### Défection
Entre la clôture des inscriptions en juillet et le tirage au sort du tour préliminaire, le 7 septembre 2012, deux clubs renoncent à participer : le champion de Hongrie Vasas Sport Club et le troisième du championnat de Russie Shturm 2002.
Aucune modification n'est apportée au nombre de qualifiés du tour de qualification. Il y a ainsi deux groupes de six et deux groupes de cinq équipes pour le tour préliminaire.

### Liste des participants
| Pays                                           | Club                                       | Classement national en 2011-2012           |
| Qualifiés directement au tour préliminaire     | Qualifiés directement au tour préliminaire | Qualifiés directement au tour préliminaire |
| ---------------------------------------------- | ------------------------------------------ | ------------------------------------------ |
| Allemagne                                      | Wasserfreunde Spandau 04                   | champion                                   |
| Allemagne                                      | SG W98/Waspo                               | troisième                                  |
| Croatie                                        | Vaterpolski klub Jug                       | champion                                   |
| Espagne                                        | Club Natació Atlètic-Barceloneta           | champion                                   |
| France                                         | Montpellier Water-Polo                     | champion                                   |
| Grèce                                          | NO Vouliagmeni                             | champion                                   |
| Grèce                                          | Olympiakós SG Le Pirée                     | vice-champion                              |
| Hongrie                                        | Egri Vízilabda Klub                        | vice-champion                              |
| Hongrie                                        | Szeged Vízilabda Egyesület                 | troisième                                  |
| Italie                                         | Associazione Nuotatori Brescia             | vice-champion                              |
| Pays-Bas                                       | Schuurman BZC                              | ?                                          |
| Roumanie                                       | Clubul Sportiv Municipal Oradea            | champion                                   |
| Russie                                         | Spartak Volgograd                          | champion[réf. nécessaire]                  |
| Russie                                         | Sintez Kazan                               | vice-champion[réf. nécessaire]             |
| Serbie                                         | Vaterpolo klub Partizan                    | champion                                   |
| Serbie                                         | Crvena Zvezda                              | vice-champion                              |
| Serbie                                         | Vaterpolo Klub Vojvodina                   | ?                                          |
| Turquie                                        | Galatasaray Spor Kulübü                    | ?                                          |
| Renonce après inscription au tour préliminaire |                                            |                                            |
| Hongrie                                        | Vasas Sport Club                           | champion                                   |
| Russie                                         | Shturm 2002                                | troisième[réf. nécessaire]                 |
| Participe au tour de qualification             |                                            |                                            |
| Biélorussie                                    | Vitbich                                    | ?                                          |
| Danemark                                       | Slagelse Svømmeklub                        | champion                                   |
| Espagne                                        | Club Natació Sabadell                      | vice-champion                              |
| France                                         | Cercle des nageurs de Marseille            | vice-champion                              |
| Géorgie                                        | Ligamus                                    | ?                                          |
| Pologne                                        | Klub Sportowy Arkonia                      | champion                                   |
| Suède                                          | Järfälla Simsällskap                       | ?                                          |
| Suisse                                         | Schwimmclub Kreuzlingen                    | champion                                   |

## Déroulement
Avec la réorganisation annoncée le 18 juin 2012, le tour de qualification comprend un seul tour au lieu de deux antérieurement. En deux groupes de quatre, les équipes se rencontrent une fois en un championnat organisé en trois ou quatre jours consécutifs, du 13 au 16 septembre. Les deux premiers, soit quatre équipes, se qualifient pour le tour préliminaire ; les troisièmes et quatrièmes participent au tour de qualification de la LEN Euro Cup 2012-2013, joués du 19 au 21 octobre.
Le tour préliminaire s'organise en quatre groupes de six équipes qui s'affrontent en un championnat avec matches aller et retour du 26 septembre 2012 au 27 février 2013. Les quatre premiers de chaque groupe se qualifient pour une phase à élimination directe depuis les huitièmes de finale en mars. Cette phase se joue en matches aller et retour au meilleur score cumulé.
En mai, les demi-finales et la finale sont organisées en « Final Four » ou finale à quatre : un seul match pour les demi-finales, match de classement et finale le lendemain.

## Tour de qualification
Le tour de qualification a lieu du 13 au 16 septembre 2012.
Les deux premiers de chaque groupe se qualifient pour le tour préliminaire.

### Groupe A
Les matches du groupe A sont joués à Tbilissi, en Géorgie, chez le club hôte Ligamus.
| Rang | Équipe                | Pts | J | G | N | P | Bp | Bc | Diff |
| ---- | --------------------- | --- | - | - | - | - | -- | -- | ---- |
| 1    | Ligamus               | 9   | 3 | 3 | 0 | 0 | 44 | 21 | +23  |
| 2    | Vitbich               | 6   | 3 | 2 | 0 | 1 | 21 | 28 | -7   |
| 3    | Club Natació Sabadell | 3   | 3 | 1 | 0 | 2 | 29 | 24 | +5   |
| 4    | Klub Sportowy Arkonia | 0   | 3 | 0 | 0 | 3 | 15 | 36 | -21  |

Légende
- Qualification pour le tour préliminaire.
- Qualification pour la LEN Euro Cup.

| Date         |                       | Score |                       | Quarts-temps          |
| ------------ | --------------------- | ----- | --------------------- | --------------------- |
| 14 septembre | Club Natació Sabadell | 6-7   | Vitbich               | 0-3 ; 1-1 ; 2-1 ; 3-2 |
| 14 septembre | Ligamus               | 16-4  | Klub Sportowy Arkonia | 4-0 ; 2-0 ; 4-2 ; 6-2 |
| 15 septembre | Klub Sportowy Arkonia | 6-8   | Vitbich               | 2-3 ; 1-0 ; 1-4 ; 2-1 |
| 15 septembre | Ligamus               | 12-11 | Club Natació Sabadell | 0-2 ; 7-5 ; 4-2 ; 1-2 |
| 16 septembre | Club Natació Sabadell | 12-5  | Klub Sportowy Arkonia | 1-1 ; 5-1 ; 4-1 ; 2-2 |
| 16 septembre | Ligamus               | 16-6  | Vitbich               | 3-1 ; 4-1 ; 4-3 ; 5-1 |

### Groupe B
Les matches du groupe B sont joués à Kreuzlingen, en Suisse, chez le club hôte Schwimmclub Kreuzlingen.
| Rang | Équipe                          | Pts | J | G | N | P | Bp | Bc | Diff |
| ---- | ------------------------------- | --- | - | - | - | - | -- | -- | ---- |
| 1    | Cercle des nageurs de Marseille | 9   | 3 | 3 | 0 | 0 | 69 | 15 | +54  |
| 2    | Schwimmclub Kreuzlingen         | 6   | 3 | 2 | 0 | 1 | 43 | 39 | +4   |
| 3    | Slagelse Svømmeklub             | 3   | 3 | 1 | 0 | 2 | 34 | 40 | -6   |
| 4    | Järfälla Simsällskap            | 0   | 3 | 0 | 0 | 3 | 17 | 69 | -52  |

Légende
- Qualification pour le tour préliminaire.
- Qualification pour la LEN Euro Cup.

| Date         |                                 | Score |                                 | Quarts-temps          |
| ------------ | ------------------------------- | ----- | ------------------------------- | --------------------- |
| 14 septembre | Järfälla Simsällskap            | 1-29  | Cercle des nageurs de Marseille | - ; -                 |
| 14 septembre | Schwimmclub Kreuzlingen         | 12-11 | Slagelse Svømmeklub             | - ; -                 |
| 15 septembre | Cercle des nageurs de Marseille | 21-6  | Slagelse Svømmeklub             | 4-1 ; 4-1 ; 5-1 ; 8-3 |
| 15 septembre | Schwimmclub Kreuzlingen         | 23-9  | Järfälla Simsällskap            | 6-0 ; 4-2 ; 8-4 ; 5-3 |
| 16 septembre | Järfälla Simsällskap            | 7-17  | Slagelse Svømmeklub             | 1-5 ; 1-4 ; 2-3 ; 3-5 |
| 16 septembre | Schwimmclub Kreuzlingen         | 8-19  | Cercle des nageurs de Marseille | 1-8 ; 2-5 ; 3-1       |

## Compétition

### Tour préliminaire
Le tirage au sort des groupes du tour préliminaire a lieu le 7 septembre 2012 à Canet-en-Roussillon, en France, pendant le Championnat d’Europe junior de water-polo masculin 2012.
Chaque équipe se rencontre en matches aller et retour du 26 septembre 2012 au 27 février 2013. Dans les groupes B et C, composés de cinq équipes au lieu de six, une équipe est exempte de rencontres lors de chaque journée.

#### Groupe A
| Rang | Équipe              | Pts | J | G | N | P | Bp | Bc | Diff |
| ---- | ------------------- | --- | - | - | - | - | -- | -- | ---- |
| 1    | Egri Vízilabda Klub | 0   | 0 | 0 | 0 | 0 |    |    |      |
| 2    | Spartak Volgograd   | 0   | 0 | 0 | 0 | 0 |    |    |      |
| 3    | NO Vouliagmeni      | 0   | 0 | 0 | 0 | 0 |    |    |      |
| 4    | SG W98/Waspo        | 0   | 0 | 0 | 0 | 0 |    |    |      |
| 5    | Schuurman BZC       | 0   | 0 | 0 | 0 | 0 |    |    |      |
| 6    | Ligamus             | 0   | 0 | 0 | 0 | 0 |    |    |      |

Légende pour le classement final
- Qualification pour les huitièmes de finale.
- Élimination.

| Date |  | Score |  | Quarts-temps |
| ---- |  | ----- |  | ------------ |
|      |  | -     |  | - ; -        |
|      |  | -     |  | - ; -        |
|      |  | -     |  | - ; -        |
|      |  | -     |  | - ; -        |
|      |  | -     |  | - ; -        |
|      |  | -     |  | - ; -        |

#### Groupe B
| Rang | Équipe                  | Pts | J | G | N | P | Bp | Bc | Diff |
| ---- | ----------------------- | --- | - | - | - | - | -- | -- | ---- |
| 1    | VK Jug                  | 0   | 0 | 0 | 0 | 0 |    |    |      |
| 2    | Olympiakós SF Le Pirée  | 0   | 0 | 0 | 0 | 0 |    |    |      |
| 3    | Crvena Zvezda           | 0   | 0 | 0 | 0 | 0 |    |    |      |
| 4    | Montpellier Water-Polo  | 0   | 0 | 0 | 0 | 0 |    |    |      |
| 5    | Schwimmclub Kreuzlingen | 0   | 0 | 0 | 0 | 0 |    |    |      |

Légende pour le classement final
- Qualification pour les huitièmes de finale.
- Élimination.

| Date |  | Score |  | Quarts-temps |
| ---- |  | ----- |  | ------------ |
|      |  | -     |  | - ; -        |
|      |  | -     |  | - ; -        |
|      |  | -     |  | - ; -        |
|      |  | -     |  | - ; -        |
|      |  | -     |  | - ; -        |
|      |  | -     |  | - ; -        |

#### Groupe C
| Rang | Équipe                           | Pts | J | G | N | P | Bp | Bc | Diff |
| ---- | -------------------------------- | --- | - | - | - | - | -- | -- | ---- |
| 1    | Associazione Nuotatori Brescia   | 0   | 0 | 0 | 0 | 0 |    |    |      |
| 2    | Vaterpolo Klub Vojvodina         | 0   | 0 | 0 | 0 | 0 |    |    |      |
| 3    | Sintez Kazan                     | 0   | 0 | 0 | 0 | 0 |    |    |      |
| 4    | Club Natació Atlètic-Barceloneta | 0   | 0 | 0 | 0 | 0 |    |    |      |
| 5    | Cercle des nageurs de Marseille  | 0   | 0 | 0 | 0 | 0 |    |    |      |

Légende pour le classement final
- Qualification pour les huitièmes de finale.
- Élimination.

| Date |  | Score |  | Quarts-temps |
| ---- |  | ----- |  | ------------ |
|      |  | -     |  | - ; -        |
|      |  | -     |  | - ; -        |
|      |  | -     |  | - ; -        |
|      |  | -     |  | - ; -        |
|      |  | -     |  | - ; -        |
|      |  | -     |  | - ; -        |

#### Groupe D
| Rang | Équipe                          | Pts | J | G | N | P | Bp | Bc | Diff |
| ---- | ------------------------------- | --- | - | - | - | - | -- | -- | ---- |
| 1    | Szeged Vízilabda Egyesület      | 0   | 0 | 0 | 0 | 0 |    |    |      |
| 2    | Vaterpolo klub Partizan         | 0   | 0 | 0 | 0 | 0 |    |    |      |
| 3    | Wasserfreunde Spandau 04        | 0   | 0 | 0 | 0 | 0 |    |    |      |
| 4    | Clubul Sportiv Municipal Oradea | 0   | 0 | 0 | 0 | 0 |    |    |      |
| 5    | Galatasaray Spor Kulübü         | 0   | 0 | 0 | 0 | 0 |    |    |      |
| 6    | Vitbich                         | 0   | 0 | 0 | 0 | 0 |    |    |      |

Légende pour le classement final
- Qualification pour les huitièmes de finale.
- Élimination.

| Date |  | Score |  | Quarts-temps |
| ---- |  | ----- |  | ------------ |
|      |  | -     |  | - ; -        |
|      |  | -     |  | - ; -        |
|      |  | -     |  | - ; -        |
|      |  | -     |  | - ; -        |
|      |  | -     |  | - ; -        |
|      |  | -     |  | - ; -        |

## Sources
- [doc] (en) Partie 2 du « règlement des coupes d'Europe de clubs »(Archive.org • Wikiwix • Archive.is • Google • Que faire ?), Ligue européenne de natation, 11 mai 2011 (format jusqu'à l'annonce du 18 juin 2012).